# Головкин, Павел Иванович
Па́вел Ива́нович Голо́вкин (1920—1999) — майор Советской Армии, участник Великой Отечественной войны, Герой Советского Союза (1943).

## Биография
Павел Головкин родился 13 июля 1920 года в селе Рычково (ныне — Истринский район Московской области) в крестьянской семье. Русский. Окончил семь классов неполной средней школы, с 1937 года был слесарем-сборщиком на заводе. В 1940 году Головкин был призван на службу в Рабоче-крестьянскую Красную Армию. С первого дня Великой Отечественной войны — на её фронтах. Участвовал в обороне Брестской крепости. Принимал участие боях на Брянском, Центральном и 1-м Украинском фронтах. К сентябрю 1943 года лейтенант Павел Головкин командовал миномётным взводом 1031-го стрелкового полка 280-й стрелковой дивизии 60-й армии Центрального фронта. Отличился во время битвы за Днепр.
В ночь с 24 на 25 сентября 1943 года Головкин одним из первых в полку переправился через Днепр к юго-западу от села Окуниново Козелецкого района Черниговской области Украинской ССР. На плацдарме принимал участие в отражении 12 вражеских контратак. В бою был ранен, но поля боя не покинул. В течение 42 часов его взвод оборонял плацдарм, удержав его до подхода подкрепления.
Указом Президиума Верховного Совета СССР от 17 октября 1943 года за «мужество и героизм, проявленные при форсировании Днепра и удержании плацдарма на его правом берегу» лейтенант Павел Головкин был удостоен высокого звания Героя Советского Союза с вручением ордена Ленина и медали «Золотая Звезда» за номером 1896.
Конец войны Головкин встретил в Праге. В 1946 году в звании майора он был уволен в запас. Проживал в городе Красногорске Московской области, с сентября 1957 года работал слесарем механосборочных работ на Красногорском механическом заводе, избирался в партийные органы цеха и завода, был ударником коммунистического труда, занимался общественной деятельностью.
Скончался 19 февраля 1999 года. Похоронен на Пенягинском кладбище.
Был также награждён орденами Отечественной войны 1-й степени и Красной Звезды, а также рядом медалей.